# Fladen grund
Fladen grund oder vereinfacht Fladen ist eine Untiefe auf der schwedischen Seite des Kattegat in der Provinz Hallands län. Das artenreiche Gebiet ist ein Natura-2000-Gebiet.

## Beschreibung
Die Untiefe besteht aus küstennahen Sandbänken sowie aus einem ausgedehnten Kaltwasserriff mit Tiefen von 10 bis 20 Metern im Hauptteil, sowie 50 bis 100 Metern im Außenbereich (andere Quellen sprechen von einer Tiefe von 5 bis 65 Metern), das sich über eine Fläche von rund 100 km² erstreckt (nach offizieller Abgrenzung genau 103,945 km²). Die geringste Tiefe beträgt 5,9 Meter. Das Gebiet liegt etwa 17 Kilometer westlich der schwedischen Küste bei Bua, einem Ort in der Gemeinde Varberg. Die Untiefe liegt zum größten Teil in schwedischen Hoheitsgewässern, reicht aber im Süden in die Ausschließliche Wirtschaftszone Schwedens hinein. Fladen ist als ergiebiges Fischereigebiet bekannt. Die Meeresströmung hält das Gebiet frei von Sedimentation. Der Meeresgrund ist nicht flach, sondern durch Felsgrate und Schluchten gekennzeichnet.

## Feuerschiff
An der Stelle war von 1892 bis 1969 ein Feuerschiff stationiert, das mit einem 2,8 Tonnen schweren Anker gesichert und auf den Seiten durch den Schriftzug Fladen gekennzeichnet war. Das älteste erhaltene Fladen-Feuerschiff ist seit 1990 im Schifffahrtsmuseum Mari Tima in Göteborg. Das letzte, von 1967 bis 1969 im Einsatz befindliche Feuerschiff wurde nach einigen Jahren nach Stockholm überführt und wird heute als privates Hausboot genutzt.

## Leuchtfeuer

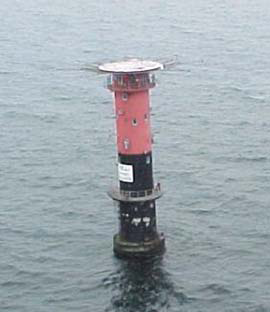
Fladen Light im Nordosten des Fladen grund

Aktuell befindet sich an der Nordostseite des Fladen grund auf der Position 57°13'N 11°50'O ein 26 Meter hoher Leuchtturm mit einem Radar Beacon.

## Flora
Fladen ist eine typische der Küste vorgelagerte Bank des östlichen Kattegat mit reichhaltiger Unterwasservegetation und artenreichem, dichtem Wuchs von Makroalgen. Die Vorkommen von Kalkalgen (Haptophyta) sind neben denen in der Untiefe Lilla Middelgrund einzigartig in Schweden.

## Fauna
Das klare Wasser und die intakte ökologische Struktur machen das Gebiet zu einem potentiellen Brutgebiet für verschiedene Arten von Wirbellosen, die an felsigen Meeresgrund angepasst sind, sowie für Fische. Fladen grund ist auch ein sehr wichtiges Futter- und Überwinterungsgebiet für Seevögel und ein wichtiges Nahrungsgebiet für Robben.

## Artenschutz und Zukunft
Das Gebiet ist gefährdet durch dichten Schiffsverkehr. Zum Schutz dieses Ökotops vor Fischerei mit Grundschleppnetzen begann Greenpeace mit Genehmigung der Provinzregierung Hallands am 10. August 2009 hier und bei Lilla Middelgrund mit der Versenkung von tonnenschweren Granitsteinen.